# Golden Brooks
Golden Ameda Brooks (* 1. Dezember 1970 in San Francisco, Kalifornien) ist eine US-amerikanische Schauspielerin.

## Leben
Brooks studierte Literaturwissenschaft und Soziologie an der University of California, Berkeley. Anschließend schloss sie ihr Studium am Sarah Lawrence College in Yonkers mit dem Grad Master ab.
Brooks spielte ihre erste Filmrolle im Kurzfilm Drive by: A Love Story aus dem Jahr 1997. Ein Jahr später trat sie im Filmdrama Hell’s Kitchen – Vorhof zur Hölle an der Seite von Rosanna Arquette und Angelina Jolie auf. Im Filmdrama Timecode (2000) war sie neben Kyle MacLachlan, Salma Hayek, Jeanne Tripplehorn und Holly Hunter zu sehen.
Brooks spielt seit dem Jahr 2000 in der Fernsehserie Girlfriends die Rolle von Maya Denise Wilkes, der Mitarbeiterin und Freundin von Joan Carol Clayton (Tracee Ellis Ross), die später Buchautorin wird. Für diese Rolle wurde sie im Jahr 2003 für den Image Award nominiert, im Jahr 2004 gewann sie den BET Comedy Award. Im Jahr 2005 wurde sie für ihre Rolle im Thriller Motives (2004) für den Black Reel Award nominiert. Sie war im Musikvideo Straight To the Bank von 50 Cent aus dem Jahr 2007 zu sehen.
Brooks engagiert sich für die Pediatric AIDS Foundation und für das AIDS Project Los Angeles.
Zusammen mit D. B. Woodside hat Brooks eine 2009 geborene Tochter.

## Filmografie (Auswahl)
- 1996: Pete & Pete (Fernsehserie, Episode 3x06)
- 1997: Drive by: A Love Story (Kurzfilm)
- 1998: Hell’s Kitchen – Vorhof zur Hölle (Hell’s Kitchen)
- 1998–2000: Linc’s (Fernsehserie, 35 Episoden)
- 1999: Ein Wink des Himmels (Fernsehserie, Episode 3x19)
- 2000: Timecode
- 2000: Die Parkers (Fernsehserie, Episode 1x21)
- 2000: Der Hotelboy (Fernsehserie, Episode 5x02)
- 2000–2008: Girlfriends (Fernsehserie, 170 Episoden)
- 2001: Moesha (Fernsehserie, Episode 6x15)
- 2001: Impostor
- 2002: Haunted (Fernsehserie, Episode 1x04)
- 2004: Motives
- 2004: Star Trek: Enterprise (Fernsehserie, 2 Episoden)
- 2005: Beauty Shop
- 2005: Eve (Fernsehserie, Episode 2x19)
- 2006: Neue Liebe, neues Glück (Something New)
- 2008: CSI: Miami (Fernsehserie, Episode 7x03)
- 2010: Polish Bar
- 2011: The Perfect Gift
- 2011: The Exes (Fernsehserie, Episode 1x01)
- 2012: A Beautiful Soul
- 2012–2013: Hart of Dixie (Fernsehserie, 11 Episoden)
- 2015–2016: Blunt Talk (Fernsehserie, 5 Episoden)
- 2017: My B.F.F.
- 2017: Almost Amazing
- 2018: 5th Ward (Fernsehserie, Episode 1x05)
- 2018: The Darkest Minds – Die Überlebenden (The Darkest Minds)
- 2018: Ladies of the Law (Fernsehserie, 6 Episoden)
- 2019: I Am the Night (Miniserie, 5 Episoden)
- 2019: Black-ish (Fernsehserie, Episode 6x03)
- 2020: Kiss Me at Christmas
- 2021: Coins Forever
- 2021: Seattle Firefighters – Die jungen Helden (Station 19, Fernsehserie, 2 Episoden)
- 2022: Block Party
- 2022: The Good Doctor (Fernsehserie, Episode 6x07)